# Tigridieae

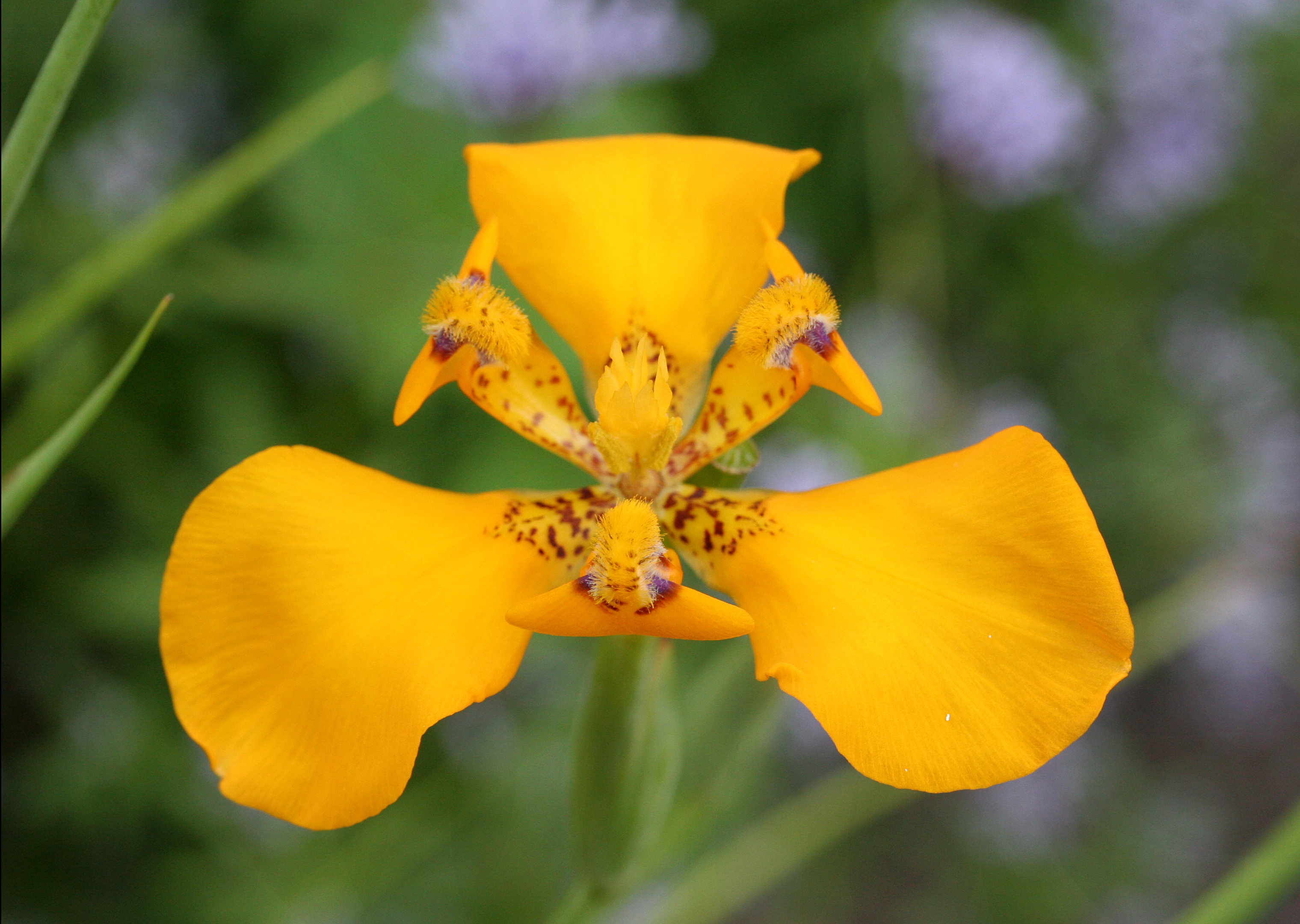
Tribo Tigridieae: Hesperoxiphion peruvianum.

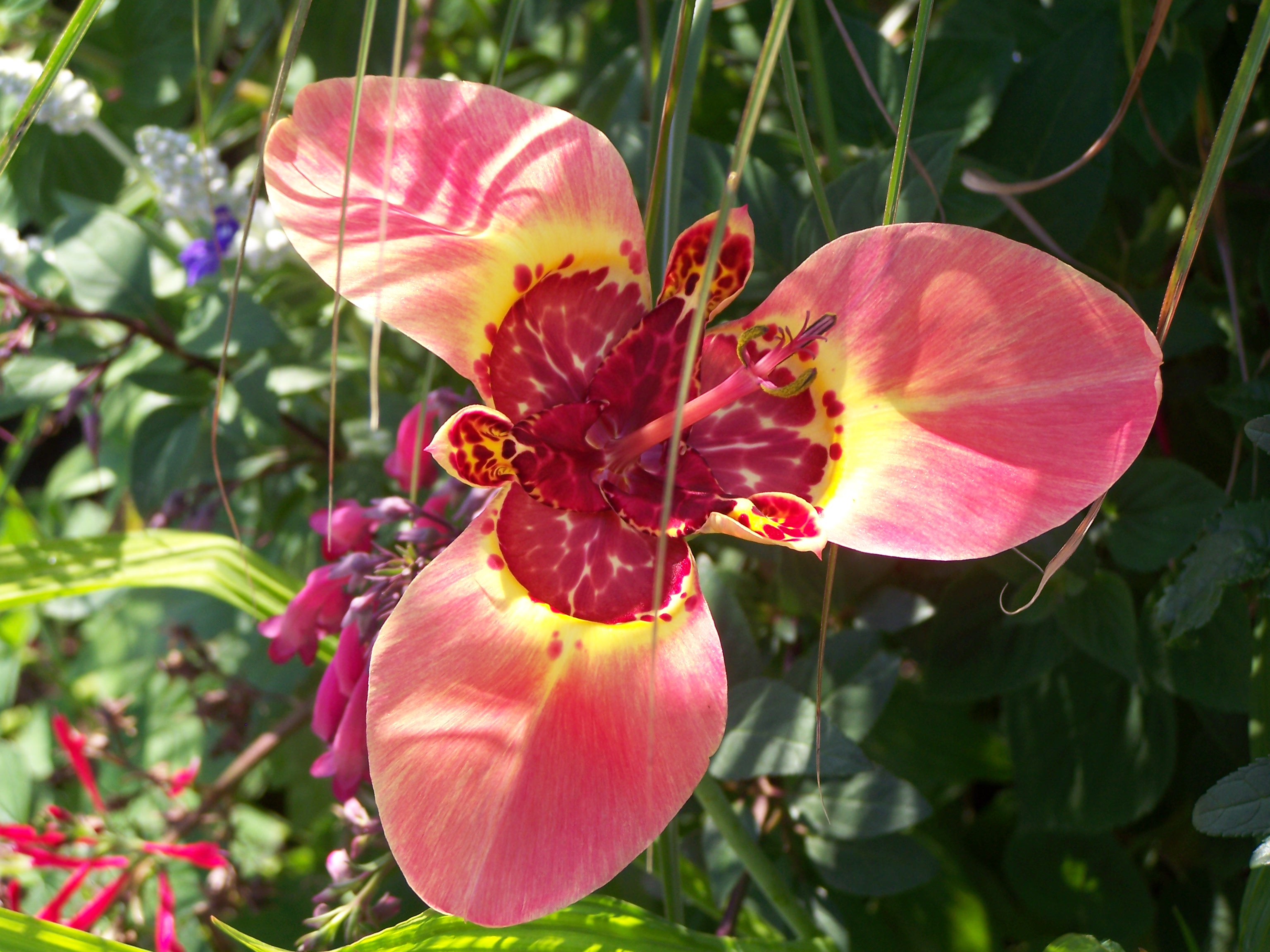
Tribo Tigridieae: Tigrida pavonia.

Tigridieae é uma tribo da subfamília Iridoideae das Iridaceae que agrupa 15 géneros e cerca de 172 espécies de plantas herbáceas perenes nativas das regiões tropicais e subtropiais das Américas (do Neotropis).

## Descrição
A tribo Tigridia agrupa maioritariamente espécies perenes que se distribuem pelo Novo Mundo. As folhas destas plantas são dísticas. As flores ocorrem agrupadas em inflorescências e apresentam seis tépalas que na maioria dos casos são idénticas entre si.
Varias espécies desta tribo são utilizadas como plantas ornamentais, como é o caso de Tigridia.
A tribo Tigridieae B. M. Kittel inclui 15 géneros e cerca de 172 espécies. Alophia é nativa dos trópicos da América do Sul, América Central e sul da América do Norte, com cerca de 5 espécies. Calydorea, género que actualmente inclui Catila, Itysa e Tamia, compreende cerca de 16 espécies; Cardenanthus tem aproximadamente 8 espécies; Ennealophus, que inclui Tucma, tem 5 espécies; os generos Gelasine e Herbertia têm 6 espécies cada; Hesperoxiphium, com 4 espécies, e Mastigostyla, com cerca de 15, são géneros exclusivamente sul-americanos; os géneros Cipura, com cerca de 9 espécies, e Eleutherine, com duas, estão distribuídos na América do Sul e Central; Cobana, com apenas uma espécie, ocorre na América Central; Cypella, que inclui Kelissa, Onira e Phalocallis, com cerca de 30 espécies, é encontrado na América do Sul, México e Cuba; o género Larentia tem cerca de 5 espécies distribuídas pelo norte da América do Sul e pelo México; Nemastylis agrupa 4 espécies da América Central e do sul da América do Norte; Tigridia, que inclui Ainea, Cardiostigma, Colima, Fosteria, Rigidella e Sessilanthera, com cerca de 55 espécies distribuídas no México, América Central e Andes.

## Géneros
Na sua presente circunscrição taxonómica, a tribo Tigridieae Baker agrupa  cerca de 15 géneros do Neotropis:
- Alophia Herb. (sin.: Eustylis Engelm. & A.Gray) — com cerca de 5 espécies, nativas de uma região que vai do sudoeste dos USA e México, pela  América Central até ao Brasil.[4]
- Calydorea Herb. (sin.: Botherbe Steud. ex Klatt, Roterbe Klatt orth. var., Catila Ravenna, Itysa Ravenna, Tamia Ravenna) — com cerca de 21 espécies nativas do Neotropis.[4]
- Cipura Aubl. (sin.: Marica Schreb., Bauxia Neck.) — com cerca de 8 espécies desde o México até à América Central e América do Sul e às Caraíbas.[4]
- Cobana Ravenna — inclui apenas uma espécie:
  - Cobana guatemalensis (Standl.) Ravenna (sin.: Eleutherine guatemalensis Standl., Calydorea guatemalensis (Standl.) R.C.Foster) — nativa da Guatemala e Honduras.[4]
- Cypella Herb. (sin.: Polia Ten., Kelissa Ravenna, Onira Ravenna) — com cerca de 30 espécies desde o Brasil ao Peru e ao norte da Argentina.[4]
- Eleutherine Herb. — com apenas 2 espécies, nativas da América Central, da América do Sul e das Caraíbas.[4]
- Ennealophus N.E.Br. — agrupa  5 espécies da América do Sul.
- Gelasine Herb. — agrupa  cerca de 6 espécies da América do Sul.
- Herbertia Sweet  (sin.: Sympa) — agrupa  cerca de 7 espécies das regiões temperadas da América do Sul e do sul dos Estados Unidos.
- Hesperoxiphion Baker — agrupa  cerca de 4 espécies dos Andes.
- Larentia Klatt — agrupa  cerca de 4 espécies do norte da América do Sul e México (por vezes integrado em Cypella).
- Mastigostyla I.M.Johnst. (sin.: Cardenanthus R.C.Foster) — agrupa  cerca de 20 espécies na América do Sul.
- Nemastylis Nutt. (sin.: Chlamydostylus Baker) — com cerca de 6 espécies, nativas dos Estados Unidos até ao México e daí às Honduras.[4]
- Salpingostylis Small — inclui apenas uma espécie:
  - Salpingostylis coelestina (W.Bartram) Small — nativa da Flórida.
- Tigridia Juss. (sin.: Hydrotaenia Lindl., Beatonia Herb., Rigidella Lindl., Pardinia Herb., Cardiostigma Baker, Fosteria Molseed, Ainea Ravenna, Colima (Ravenna) Aarón Rodr. & Ortiz-Cat.) — agrupa de 45 a 55 espécies da América do Sul e da América Central.